# Radiação de neutrões
Radiação de neutrões é um tipo de radiação ionizante constituida por neutrões livres.

## Aplicações
Radiação de neutrões frios, térmicos e quentes é normalmente utilizada em experiências de dispersão e difracção com o objectivo de aceder às propriedades e à estrutura de materiais nos campos da cristalografia, física da matéria condensada, biologia, química do estado sólido, ciência dos materiais, geologia, mineralogia e ciências relacionadas. A radiação de neutrões é também utilizada no tratamento de tumores cangerígenos devido à sua elevada taxa de penetração e à sua natureza destrutiva do ponto de vista citológico. Os neutrões podem também ser utilizados em tomografia 3D, bem como na imagiologia de peças industriais, caso em que recebe diferentes denominações consoante se empreguem filmes ("radiografia de neutrões") ou imagens digitais ("radioscopia de neutrões"). A imagiologia por neutrões é frequentemente utilizada nas indústrias nuclear, aeroespacial e de explosivos de alta fiabilidade.

## Mecanismos de ionização e propriedades
A radiação de neutrões é frequentemente denominada por radiação ionizante. Tal denominação é indireta, já que esta radiação não ioniza átomos da mesma forma que partículas carregadas como protões e electrões o fazem, pois os neutrões não possuem carga eléctrica. No entanto, interacções de neutrões são altamente ionizantes, por exemplo quando a absorção de neutrões resulta em emissão de radiação gama a qual, subsequentemente, removerá um ou mais electrões de um átomo. Um outro exemplo de ionização por radiação de neutrões é verificado quando esta provoca um deslocamento abrupto de um núcleo atómico, causando ionização deste e subsequente ionização em átomos vizinhos. Devido aos neutrões serem desprovidos de carga eléctrica, são mais penetrativos que as radiações alfa e beta. Em alguns casos são mais penetrantes que radiação gama, a qual vê a sua taxa de penetração reduzida em materiais com elevado número atómico. Em hidrogénio, um neutrão de baixa energia pode ter uma taxa de penetração inferior a radiação gama de alta energia.

## Perigos para a saúde e protecção
Em física médica, a radiação de neutrões é considerada um dos quatro perigos radiactivos. Um outro perigo, por vezes mais severo, colocado por este tipo de radiação é a chamada activação neutrónica, e consiste na capacidade de induzir radioactividade na maior parte das substâncias que atinge, incluindo tecidos orgânicos. Tal ocorre devido à captura de neutrões por parte dos núcleos atómicos, os quais são assim transformados noutros nuclídeos, frequentemente radioisótopos. Este processo é responsável por grande parte do material radiactivo libertado numa explosão nuclear. É também um problema em centrais de fusão e fissão nucleares já que, gradualmente, torna todos os equipamentos radiactivos; eventualmente, estes deverão ser substituídos e tratados como lixo nuclear.
A protecção contra radiação de neutrões depende de blindagem radiactiva. Em comparação com a radiação ionizante convencional baseada em fotões ou partículas carregadas, os neutrões sofrem colisões sucessivas com núcleos leves, sendo assim atrasados (absorvidos) por estes. Desta forma, uma grande quantidade de matéria rica em hidrogénio é necessária. Os neutrões atravessam facilmente a maior parte dos materiais mas interagem o suficiente para causar danos biológicos consideráveis. Devido à elevada energia cinética dos neutrões, esta radiação é considerada a mais severa e perigosa de todas as existentes. Os materiais protectores mais eficientes são a água, polietileno, parafina e betão (neste último, um considerável número de moléculas de água está quimicamente ligado ao cimento). Os átomos leves de hidrogénio atrasam os neutrões por difusão elástica, podendo estes serem absorvidos por reacções nucleares. No entanto, estas reacções produzem frequentemente radiação gama, pelo que se torna necessária a implementação de blindagem adicional para a absorção desse tipo de radiação.
Os neutrões que colidem com os núcleos de hidrogénio (protões ou deutério) transmitem-lhes energia, quebrando ligações químicas entre esses núcleos e permitindo-lhes viajar uma curta distância até pararem. Estes núcleos são, assim, partículas de transferência linear de energia e são, por sua vez, parados por ionização do material pelo qual viajam. Consequentemente, em tecidos orgânicos, os neutrões têm uma eficiência biológica relativa (RBE) relativamente elevada, sendo dez vezes mais eficazes a causar cancro ou LD50 em comparação com radiações fotónica e beta de exposição radiactiva equivalente.

## Efeitos em materiais
Os neutrões também degradam os materiais: bombardeamentos neutrónicos intensos criam deslocamentos nas suas estruturas cristalinas, causando fragilização dos metais e outros materiais, bem como dilatação volumétrica e consequente diminuição de densidade. Estes factores constituem um problema para os reservatórios dos reactores nucleares, limitando significativamente o seu tempo de vida útil (o qual pode, em certa medida, ser prolongado por recozimento do reservatório, reduzindo o número de deslocações moleculares cumulativas na sua estrutura). Os blocos moderadores de grafite são especialmente susceptíveis a este efeito, conhecido por efeito Wigner, e têm de ser recozidos periodicamente a cerca de 250 °C  para minimizar o referido efeito.

## Radiação de neutrões e fissão nuclear
Os neutrões em reactores são, normalmente, categorizados como lentos (térmicos) ou rápidos, dependendo da sua energia. Neutrões térmicos são similares a um gás em equilíbrio termodinâmico mas são facilmente capturados por núcleos atómicos e constituem o mecanismo primário pelo qual os elementos químicos sofrem transmutação nuclear.
No sentido de atingir uma eficiente reacção de fissão em cadeia, os neutrões produzidos durante a fissão deverão ser capturados por núcleos fissionáveis que, por sua vez, se fragmentam e libertam mais neutrões. Na maioria dos modelos de reactores de fissão, o combustível nuclear não é suficientemente refinado, não sendo capaz de absorver neutrões rápidos em quantidade suficiente para promover a reacção de fissão em cadeia. Tal sucede devido à menor secção eficaz dos neutrões com energias mais elevadas, pelo que um moderador nuclear deverá ser introduzido para abrandar os neutrões rápidos até velocidades térmicas, permitindo assim suficiente absorção. Os moderadores nucleares (também denominados de moderadores de neutrões) mais utilizados são a grafite, a água leve e a água pesada. Alguns reactores (reactores de neutrões rápidos) e todas as armas nucleares dependem de neutrões rápidos, o que impõe alterações no desenho desses reactores e nos combustíveis nucleares utilizados. O berílio é particularmente útil devido à sua capacidade de agir como reflector ou deflector (lente) de neutrões. Tal característica permite que pequenas quantidades de material físsil sejam usadas, sendo também um desenvolvimento tecnológico basilar na criação das bombas de neutrões.

## Neutrões cosmogénicos
Os neutrões cosmogénicos, produzidos por radiação cósmica na atmosfera ou na superfície terrestres, possuem energias muito superiores às dos neutrões de reactores (esta característica é comum aos neutrões produzidos em aceleradores de partículas). A maioria dos neutrões cosmogénicos activam um núcleo atómico antes de atingirem o solo; alguns deles reagem com núcleos ainda no ar. As reacções com 14N levam à formação de 14C, largamente utilizado na datação por radiocarbono.